# Pareyer Verbindungskanal

(10) Lage des PVK zwischen der Elbe und dem Elbe-Havel-Kanal mit Schleuse

Der Pareyer Verbindungskanal (PVK) ist eine Bundeswasserstraße der Wasserstraßenklasse III im Bundesland Sachsen-Anhalt. Er stellt eine Verbindung zwischen der Elbe bei Kilometer 371,50 und dem Elbe-Havel-Kanal bei Kilometer 351,19 in der Nähe der Orte Parey an der Elbe und Neuderben her und ist 3,33 Kilometer lang. Kurz vor der Elbe hat der Kanal eine Schleuse. Zuständig für die Verwaltung ist das Wasserstraßen- und Schifffahrtsamt Spree-Havel. Vom Pareyer Verbindungskanal zweigen im Verlauf links als Bundeswasserstraßen Baggerelbe, Neuderbener Altarm und Altarm Alter Elbarm und rechts als Landeswasserstraße die Zufahrt zu Kühns Loch ab.

## Geschichte
Um den Wasserweg zwischen der Festungsstadt Magdeburg und den Residenzstädten an Havel und Spree zu verkürzen, veranlasste der preußische König Friedrich II. im Jahr 1740 durch Minister Gröne Untersuchungen und Planungen zum Bau einer künstlichen Wasserstraße zwischen Elbe und Havel. Nach 1743 wurde dann mit dem Bau des Plauer Kanals begonnen.
Durch Versandung kam es im Mündungsbereich des Plauer Kanals immer wieder zu Tauchtiefenprobleme, sodass wiederholte die Fahrrinne freigebaggert werden musste. Zwischen 1883 und 1891 wurde schließlich die Mündung des Plauer Kanals etwa 3,5 Kilometer elbaufwärts verlegt, wodurch die Baggerelbe entstand.
Aus Plauer Kanal und dem Ihlekanal entstand später der Elbe-Havel-Kanal. Der Weg auf der Wasserstraße zwischen Magdeburg und Berlin verkürzte sich um 150 km. Der Plauer Kanal mündete nördlich von Parey in die Elbe. Die Teilstrecke des Plauer Kanals zwischen Elbe und Elbe-Havel-Kanal erhielt 1938 amtlich die heutige Bezeichnung PVK. Zur Überwindung der unterschiedlichen Wasserspiegelhöhen wurde bei Parey eine erste hölzerne Schleuse, die Alte Schleuse Parey, gebaut. In den Jahren 1888 bis 1892 wurden bei Parey neue Elbdeiche gebaut und ein neuer Durchstich zwischen Elbe und Plauer Kanal geschaffen. Dabei wurde eine neue Pareyer Schleuse als Zweikammerverbundsystem in eine Entfernung von etwa 1,5 Kilometer zur vorbestehenden gebaut.

## Die Schleuse

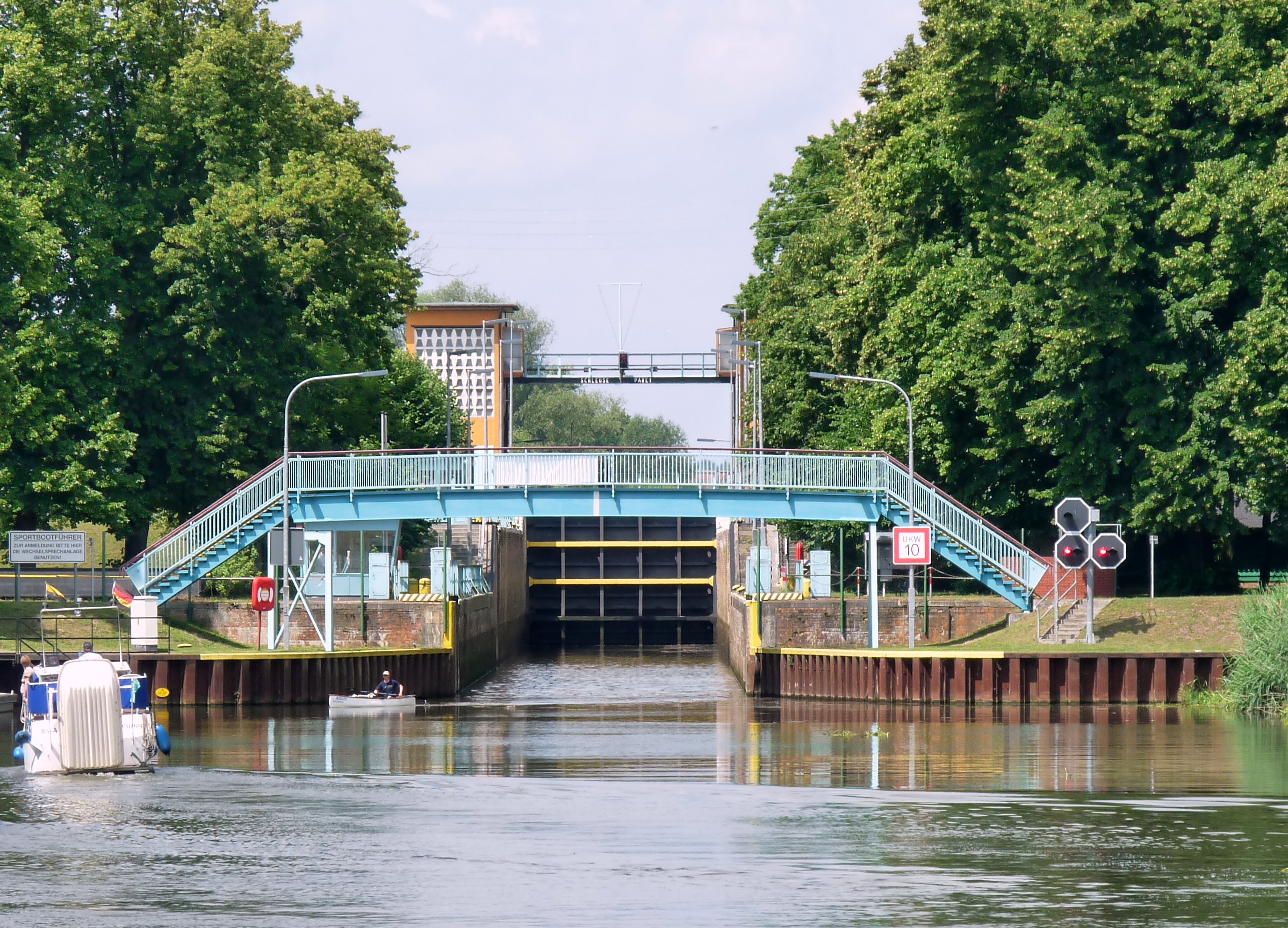
Einfahrt vom Kanal in die Schleuse mit Fußgängerbrücke

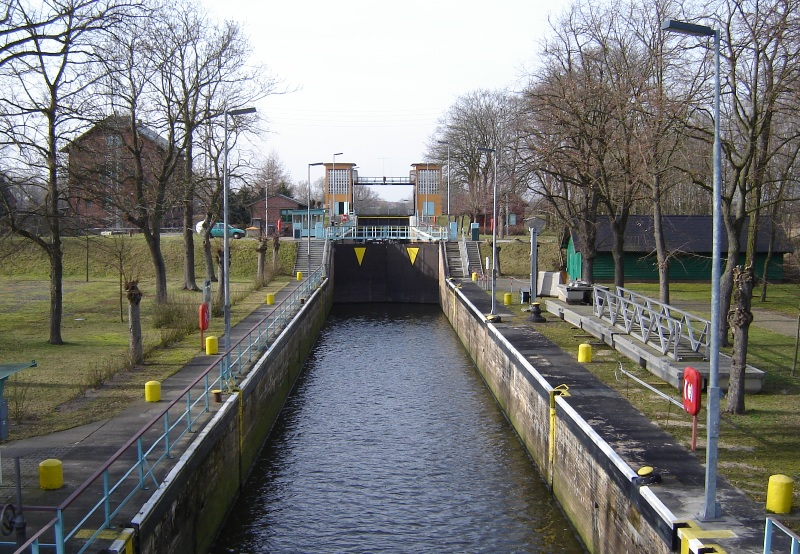
Die Schleuse Parey von der Fußgängerbrücke aus gesehen

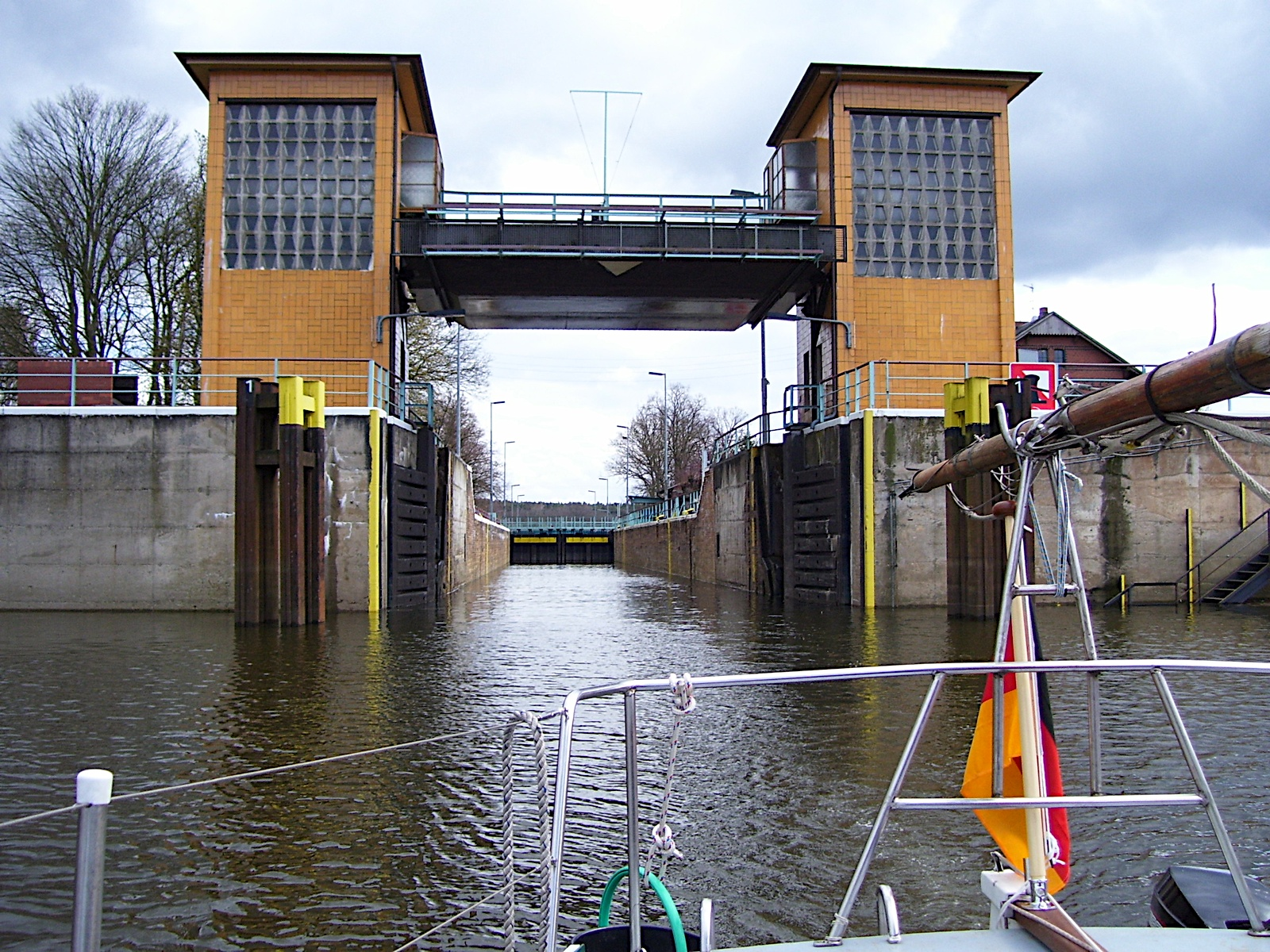
Die Schleuse Parey von der Elbseite

Die Schleuse Parey am Kilometer 0,80 des Verbindungskanals ist eine Koppelschleuse. Die Schleusenkammer ist 145 m lang und 8,20 m breit. Im mittleren Bereich kann sie durch ein zusätzliches Stemmtor verschlossen und so geteilt werden. Die Fallhöhe ist abhängig vom Wasserstand der Elbe und kann bis zu mehreren Metern schwanken. Zur Gewährleistung des Hochwasserschutzes für das Kanalgebiet ist das Außenhaupt der Schleuse mit seinem Hubschwenktor in den Elbdeich eingebunden. Die höchstzulässige Tauchtiefe beim Passieren der Schleuse beträgt 1,85 Meter. Die Fahrzeuge dürfen dabei nicht länger als 70,00 Meter und nicht breiter als 8,20 Meter sein.

## Orte und Brücken
Am Nordufer des Kanals befinden sich das Dorf Neuderben und die Schiffswerft Bolle,  am Südufer der Ort Parey und eine Verladestelle für Kies und ähnliche Baustoffe.
Über den Kanal führen eine Straßenbrücke und unmittelbar an der Schleuse eine Fußgängerbrücke. Bei Mittelwasser im Kanal beträgt die niedrigste Durchfahrtshöhe an der Fußgängerbrücke 4,00 m. Die alte Eisenbahnbrücke kurz hinter dem Abzweig vom Elbe-Havel-Kanal der ehemaligen Bahnstrecke Güsen–Jerichow wurde im März 2015 demontiert.

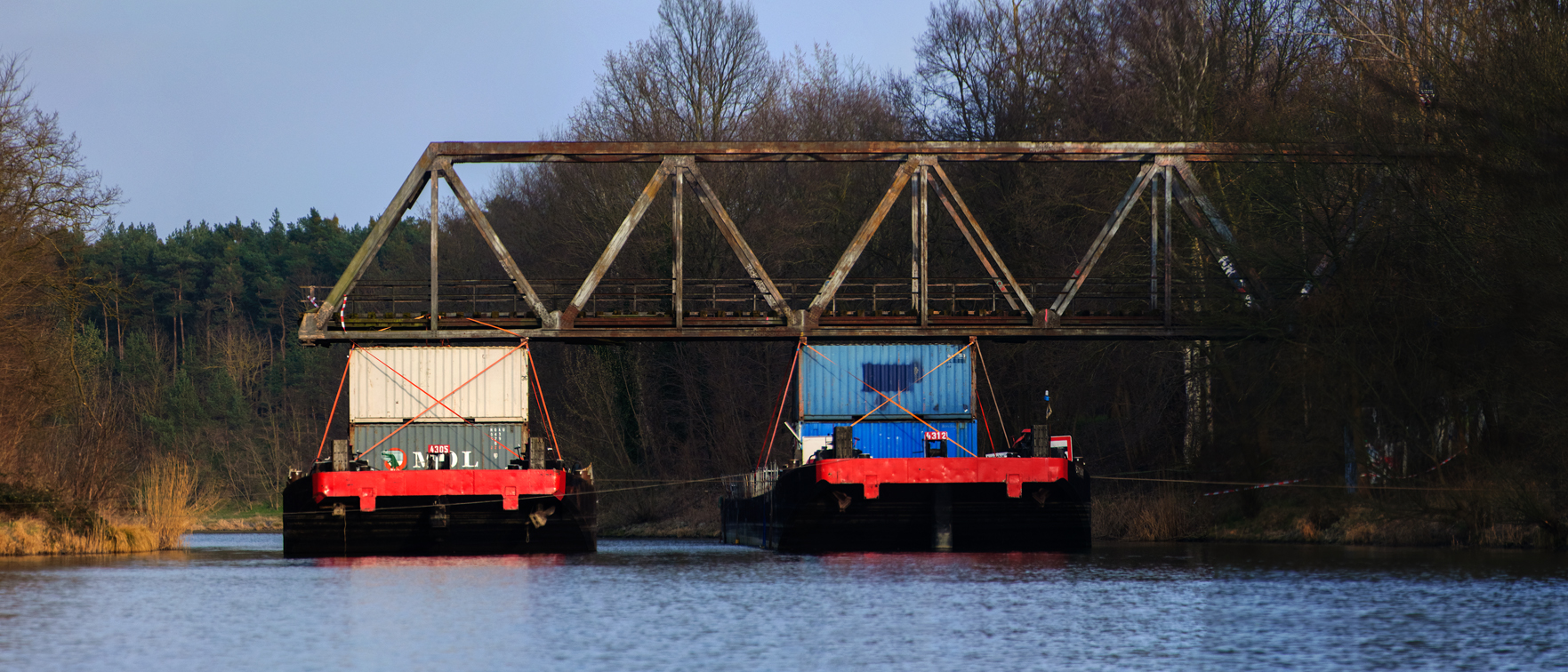
Ausschwimmen der Bahnbrücke bei Neuderben
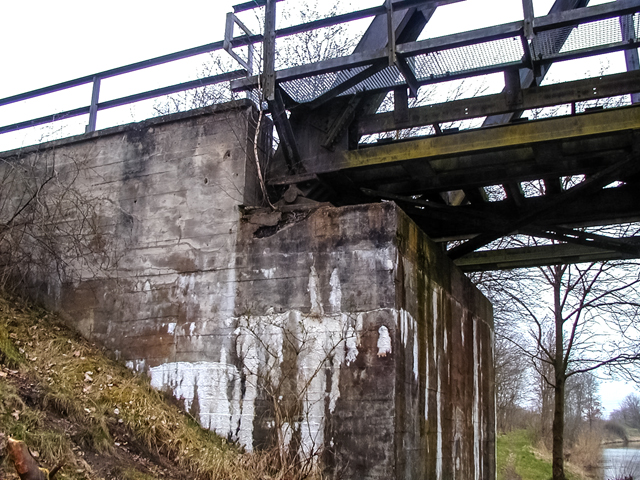
Widerlager der inzwischen abgerissenen Bahnbrücke bei Neuderben
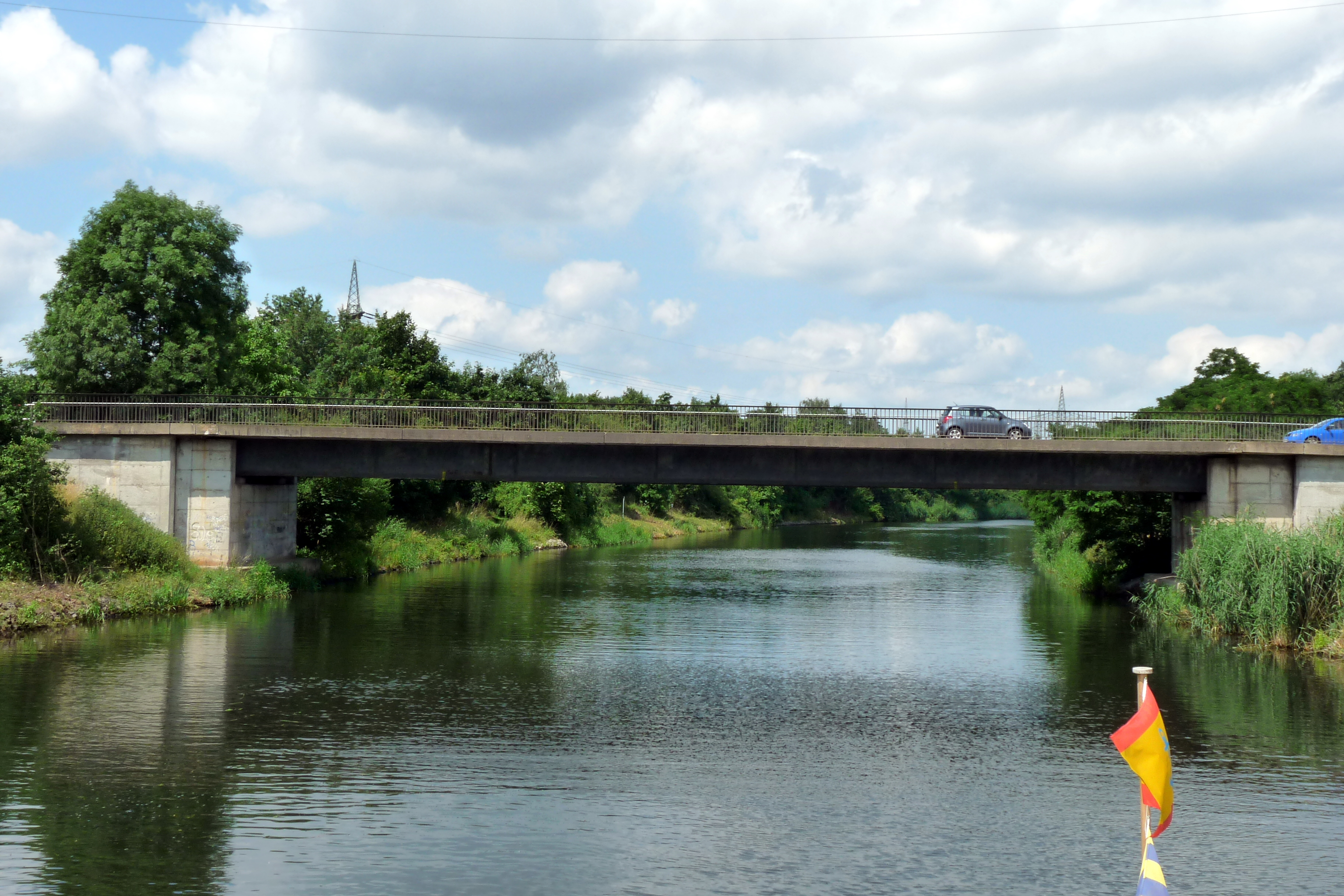
Straßenbrücke der L54
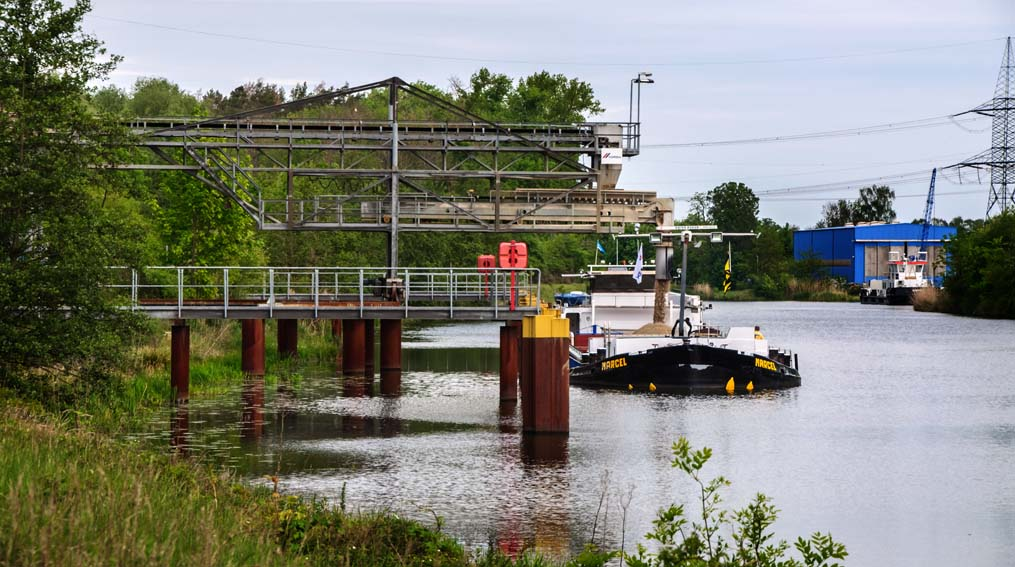
Verladebrücke am Kieswerk Parey